# Pilot 6/22 PS
Der Pilot 6/22 PS war ein Pkw der Zwischenkriegszeit. Hersteller war die deutsche Pilot-Wagen AG aus Bannewitz. Die Bauzeit war von 1921 bis 1924.

## Beschreibung
Das Modell war das erste dieses Unternehmens. Der Konstrukteur Walter Wippermann orientierte sich dabei am Bugatti Type 13.
Der Vierzylinder-Reihenmotor arbeitete im Viertaktverfahren. 69 mm Bohrung und 100 mm Hub ergaben 1495 cm³ Hubraum. Ungewöhnlich war die Vierventiltechnik. Der Motor leistete 22 PS. Die Thermosiphonkühlung war damals nicht unüblich.
Die Motorleistung wurde über ein unsynchronisiertes Vierganggetriebe und eine Kardanwelle an die Hinterachse übertragen.
Das  Fahrgestell hatte 260 cm Radstand und 120 cm Spurweite. Das Fahrzeug war 350 cm lang. Das Fahrgestell wog 670 kg.
Das Fahrzeug trug den Zusatz S. P. Das stand für Sport-Phaeton. Im Prinzip war es ein offener zweisitziger Roadster mit einem Notsitz. Die Höchstgeschwindigkeit war mit 85 bis 90 km/h angegeben.
Nachfolger wurde der Pilot 6/30 PS.
Im ersten Jahr entstand etwa ein Fahrzeug im Monat und im letzten Jahr in manchen Monaten vier. Die Gesamtstückzahl soll etwa 70 betragen haben. Es war kein wirtschaftlicher Erfolg. Die Produktion insbesondere des Motors erwies sich als zu aufwändig. Ein Fahrzeug existiert noch. Es gehört Eckehard Seifert, Senior-Chef des Autohaus Seifert in Freital. Es wurde in der Lausitz gefunden und von 2015 bis 2019 aufwendig restauriert.

## Autorennen
Die Wagen wurden auch bei Autorennen eingesetzt. So belegte Paul Lehmann bei der Sachsenfahrt, die am 29. und 30. Mai 1924 stattfand und von Zwickau nach Zittau führte, den zweiten Platz in der Klasse bis 6 Steuer-PS.